# خانه اپرای دمشق
خانه اُپرای دمشق (به عربی: دارالأسد للفنون والثقافة)، نام اپرای ملی سوریه است که در «میدان اُمویه» در مرکز شهر دمشق واقع شده‌است. مؤسسه عالی هنرهای زیبا، مرکز عالی موسیقی و باله ملی سوریه در ساختمان اپرای دمشق مستقر هستند.